# Someday (песня Мэрайи Кэри)
«Someday» — песня написанная Мэрайей Кэри и Беном Маргулисом и спродюсированная Риком Уэйком для дебютного альбома — «Mariah Carey» 1990 года. Песня была издана в качестве третьего сингла с альбома в первой четверти 1991 года. В американском Billboard Hot 100 достигла первой строчки, в других же странах не имела большого успеха. Как и предыдущие синглы с альбома «Mariah Carey», «Someday» получила награду — «BMI Pop Award».

## Запись
«Someday» была одной из пяти песен, записанных на демонстрационной кассете, которую Бренда К. Старр передала исполнительному директору Томми Моттоле, который позже заключил с Мэрайей контракт. Звукозаписывающая компания Sony внесла изменения в демоверсию, потому что мелодия песни казалась слишком грубой из-за горна, который заменили мелодией электрогитары, также сократили конец песни до 8 секунд. Мэрайя и Бен Маргулис были вынуждены принять изменения, которые были сделаны руководством компании, потому что ни певице, ни музыканту не разрешалось участвовать в сопродюсировании песни. По сообщениям, Мэрайя и Бен были недовольны окончательной версией «Someday», потому что она была слишком «отполированной».

## Дебют в чартах
Песня «Someday» продолжила серию хитов #1 Мэрайи в чартах США, став третьим последовательным лидером чарта Billboard Hot 100. Сингл занял первую строчку на восьмой неделе пребывания в чарте Hot 100 и оставался там в течение двух недель с 3 марта по 16 марта 1991 года. Сингл сместил с первого места песню «All the Man That I Need» певицы Уитни Хьюстон, и был смещен певцом Timmy T с песней «One More Try». «Someday» провел пятнадцать недель в лучших 40 песен чарта Hot 100 и занимал 13 место в общем списке синглов 1991 года, являясь одним из самых ярких хитов года. Американская ассоциация звукозаписывающих компаний сертифицировала сингл как золотой диск, с общими продажами более 500 000 экземпляров.
В других странах песня пользовалась скромным успехом, как и «Love Takes Time» — предыдущий сингл с альбома «Mariah Carey», кроме Канады, где сингл «Someday» занял первую строчку чартов. В Великобритании песня вошла в лучшие 40 синглов страны (также как и «Love Takes Time»), но в Австралии успех не повторился. Обе песни, «Someday» и последующий сингл «I Don't Wanna Cry», были в значительной степени неизвестны за пределами США большую часть 1991 года, пока Мэрайя не издала свой второй студийный альбом — «Emotions».

## Видео и ремиксы
Видеоклип, режиссёром которого стал Larry Jordan, снимался на территории школы Bayonne High School в штате Нью-Джерси. Группа хип хоп  танцоров не раз появляется в течение всего видео, и в итоге Мэрайя присоединяется к ним. Главная версия клипа «Someday» основана на ремиксе New 7" jackswing, но существует и более продолжительное видео на ремикс «Someday» (New 12" jackswing), которое было заменено концертным выступлением 1992 года на «MTV Unplugged». Позже это концертное выступление было включено в DVD/VHS сборник клипов Мэрайи — «#1’s» 1999 года, потому что певица стыдилась своего клипа на песню «Someday».
Большое количество ремиксов было создано диджеем Shep Pettibone, в частности два самых известных ремикса «Someday»: New 7" Jackswing и более продолжительная версия New 12" Jackswing. Также существует Хаус-ремикс больше известный как «Someday» (New 12" House), немного расширенная альбомная версия под названием «Someday» (New 7" Straight), и а капелла версия — «Someday» (Pianoapercapella).

## Список композиций
CD-сингл для США (Кассетный сингл/7" сингл)
1. «Someday» (new 7" jackswing)
2. «Alone in Love» (album version)

CD-сингл для США (12" макси-сингл)
1. «Someday» (new 7" jackswing)
2. «Someday» (new 7" straight)
3. «Someday» (new 12" jackswing)
4. «Someday» (pianoapercapella)
5. «Alone in Love» (album version)

CD-сингл для Великобритании (5" сингл)
1. «Someday» (7" jackswing)
2. «Someday» (12" jackswing)
3. «Someday» (12" house)

CD-сингл для Японии (5" сингл)
(Издание включает в себя календарь 1991 года и стикеры)
1. «Someday» (new 7" jackswing)
2. «Someday» (new 7" straight)
3. «Someday» (new 12" jackswing)
4. «Someday» (pianoapercapella-new)
5. «Alone in Love» (album version)

## Позиции в чартах
| Чарт (1991)                                | Высшая позиция |
| ------------------------------------------ | -------------- |
| Австралия (ARIA)                           | 44             |
| Бельгия/Фландрия (Ultratop 50)             | 44             |
| Канада (The Record)                        | 5              |
| Канада (RPM Top Singles)                   | 1              |
| Канада (RPM Adult Contemporary)            | 1              |
| Канада (Dance, RPM)                        | 4              |
| Европа (European Hot 100 Singles)          | 75             |
| Финляндия (Suomen virallinen lista)        | 14             |
| Франция (SNEP)                             | 38             |
| Япония (Oricon)                            | 48             |
| Нидерланды (Dutch Top 40)                  | 29             |
| Нидерланды (Single Top 100)                | 21             |
| Новая Зеландия (Recorded Music NZ)         | 14             |
| Великобритания (OCC UK Singles)            | 38             |
| Великобритания (Dance Singles, Music Week) | 23             |
| США (Billboard Hot 100)                    | 1              |
| США (Billboard Adult Contemporary)         | 5              |
| США (Billboard Dance Club Songs)           | 1              |
| США (Billboard Hot R&B/Hip-Hop Songs)      | 3              |

| Чарт (1991)                            | Позиция |
| -------------------------------------- | ------- |
| Канада (Top Singles, RPM)              | 7       |
| Канада (Adult Contemporary, RPM)       | 20      |
| Канада (Dance, RPM)                    | 20      |
| Нидерланды (Dutch Top 40)              | 274     |
| США (Billboard Hot 100)                | 13      |
| США (Adult Contemporary, Billboard)    | 36      |
| США (Dance Club Songs, Billboard)      | 26      |
| США (Hot R&B/Hip-Hop Songs, Billboard) | 61      |

| Чарт (1958—2018)        | Позиция |
| ----------------------- | ------- |
| США (Billboard Hot 100) | 430     |

| Регион                                                      | Сертификация | Продажи  |
| ----------------------------------------------------------- | ------------ | -------- |
| США (RIAA)                                                  | Золотой      | 500 000^ |
| ^ Данные о тиражах приведены только на основе сертификации. |              |          |